# Proteus (software)
Proteus was een populaire instant-messagingcliënt voor Mac die meerdere protocollen ondersteunde door middel van de libpurple-bibliotheek. Het werd geschreven door gebruik te maken van OS X's Cocoa API. Proteus kon verbinding maken met Gadu-Gadu, Lotus Sametime, XMPP, MSNP, OSCAR, YMSG en Zeroconf (gebruikt door Bonjour). De laatste versie is 4.2.1.

## Geschiedenis
Proteus werd origineel ontwikkeld door Justin Wood, tot Defaultware in 2004 de ontwikkeling overnam. Sinds augustus 2006 wordt Proteus niet langer meer bijgehouden door Defaultware. Op 27 oktober 2008 verscheen de laatste versie 4.2.1. Sindsdien is versie 5 aangekondigd, maar deze is nog steeds niet uitgebracht.